# 日本伝統俳句協会
公益社団法人日本伝統俳句協会（にほんでんとうはいくきょうかい）は、日本の俳句団体である。1987年（昭和62年）、「ホトトギス」を主宰していた稲畑汀子が中心となり任意団体として発足。1988年12月に社団法人認可、2012年に公益社団法人に移行した。会長は稲畑汀子を経て岩岡中正。
有季定型、季題遵守の立場をとり、高浜虚子の「花鳥諷詠」の理念を正しく世に伝えつつ、現代における新しい伝統俳句を創造することを目的とする。
会員数は2018年3月31日時点で正会員2,729人、賛助会員44人（機関誌『花鳥諷詠』363号による）。全国9ブロックの支部、県別の部会があり、機関誌『花鳥諷詠』の発行、日本伝統俳句協会賞など各賞の運営、俳句大会や吟行会の実施や国際俳句シンポジウムの開催や国際俳句交流団体への支援などの活動を行っている。

## 賞
会員の未発表30句作品により「日本伝統俳句協会賞」「同新人賞」を選考。ほかに機関誌特選句の年間賞として「花鳥諷詠賞」を授賞している。

### 日本伝統俳句協会賞
- 第1回（1988年）- 石井とし夫 「印旛村素描」
- 第2回（1990年）- 山田弘子 「去年今年」
- 第3回（1991年）- 松岡ひでたか 「天の磐船」
- 第4回（1992年）- 山本素竹 「有鱗目ヘビ亜科」
- 第5回（1993年）- 宮地玲子 「十一番坂へ」
- 第6回（1994年）- 伊藤まさ子 「三輪車」
- 第7回（1995年）- 湯川雅 「窓」
- 第8回（1996年）- 長山あや 「曽爾原」
- 第9回（1997年）- 木暮陶句郎 「工房の四季」
- 第10回（1998年）- 吉田節子 「雛遊」
- 第11回（1999年）- 荻野幸雄 「樏」
- 第12回（2000年）- 渡辺萩風 「角切り絵」
- 第13回（2001年）- 坂井光代 「生きゆく」
- 第14回（2002年）- 今橋眞理子 「大樹」
- 第15回（2003年）- 中井かず子 「顔」
- 第16回（2005年）- 今井肖子「花一日」
- 第17回（2006年）- 佐土井智津子 「月」
- 第18回（2007年）- 椋誠一朗 「あそび歌」
- 第19回（2008年）- 山田弘子 「十三夜」
- 第20回（2009年）- 該当者なし
- 第21回（2010年）- 山田佳乃 「水の声」
- 第22回（2011年）- 佳田翡翠 「木挽町」
- 第23回（2012年）- 山本素竹 「秋から冬へ」
- 第24回（2013年）- 大谷櫻 「瓔珞」
- 第25回（2014年）- 田中祥子 「吉野拾遺」
- 第26回（2015年）- 田丸千種 「神の火」
- 第27回（2016年）- 久保田幸代 「毛糸編む」
- 第28回（2017年）- 介弘紀子 「雪月花」
- 第29回（2018年）- 安田豆作 「牧の初雪」
- 第30回（2019年）- 宮下末子「能登の揚げ浜塩田」
- 第31回（2020年）- 和田和子「金魚飼ふ」
- 第32回（2021年）- 田中黎子「水の賦」
- 第33回（2022年）- 鈴木風虎「はつけよい」
- 第34回（2023年）- 内藤花六「アルプス一万尺」
- 第35回（2024年）- 勝村博「阿波踊」
- 第36回（2025年）- 抜井諒一「花下残影」

### 日本伝統俳句協会新人賞
- 第１回（1990年）- 福井千津子「無題」
- 第２回（1991年）- 山本素竹「凍湖」
- 第３回（1992年）- 湯川雅「片隅に」
- 第４回（1993年）- 高浜礼子「輝いて」
- 第５回（1994年）- 藤和子「待春」
- 第６回（1995年）- 藤井啓子「ああ生きてをり」
- 第７回（1996年）- 長谷川春生「約束」
- 第８回（1997年）- 深野まり子「漸く春」
- 第９回（1998年）- 坊城俊樹「ぴかぴか」
- 第10回（1999年）- 三瀬教世「川は生きてゐる」
- 第11回（2000年）- 吉村玲子「冬の城」
- 第12回（2001年）- 湖東紀子「庭」
- 第13回（2002年）- 伊東法子「爽やかに」
- 第14回（2003年）- 今井肖子「画展にて」
- 第15回（2004年）- 涌羅由美「わんぱく」

- 第16回（2005年）- 奥村里「授りて」
- 第17回（2006年）- 内原弘美 「野に咲く」
- 第18回（2007年）- 木原佳子 「お伽話」
- 第19回（2008年）- 西やすのり 「田」
- 第20回（2009年）- 岸田祐子 「君と」
- 第21回（2010年）- 阪西敦子 「Go, Hitch, Go!」
- 第22回（2011年）- 竹岡俊一 「六分儀」
- 第23回（2012年）- 抜井諒一 「日向ぼこ」
- 第24回（2013年）- 譽田文香 「季節とともに」
- 第25回（2014年）- 進藤剛至 「あるがままに」
- 第26回（2015年）- 能美顕之 「月の声」
- 第27回（2016年）- 今橋周子 「春隣」
- 第28回（2017年）- 渡辺光子 「夏日」
- 第29回（2018年）- 大久保樹 「星影に」
- 第30回（2019年）- 小林含香「プリズム」
- 第31回（2020年）- 原田佳織「藍色の空」
- 第32回（2021年）- 椋麻里子「小さな冒険」
- 第33回（2022年）- 宮内千早「花恋し」
- 第34回（2023年）- 新家月子「秘密の匂ひ」
- 第35回（2024年）- 一倉小鳥「栞紐」
- 第36回（2025年）- 該当作なし